# معز الدولة البويهي
أحمد بن بويه ، المعروف باسم معز الدولة (915-967) ، الملقب بـأمير الأمراء بعد الاستيلاء على بغداد، كان أول أمير بويهي من العراق عام 945 حتى وفاته في أبريل 967.
وهو السلطان البويهي أبو الحسن أحمد بن بويه الديلمي، الملقب بمعز الدولة، أول من تملك من سلاطين الدولة البويهية وهي دولة شيعية أهلها من الديالمة، وبلادهم في الجنوب الغربي لبحر قزوين

## العلاقة مع الخلافة العباسية
تسلطت الدولة البويهية على الخلافة العباسية ابتداءً من عهد الخليفة المطيع لله سنة 334هـ، وهي السنة التي دخل فيها معز الدولة أحمد بن بويه بغداد واستلم السلطة الفعلية في الخلافة،
اشتغل معز الدولة بمحاربة الأمراء المتغلبين على أطراف العراق مثل أمراء الدولة الحمدانية، وأبي القاسم البريدي، وغيرهم من الأمراء، وكان معز الدولة شيعيًا، فأظهر الخون يوم عاشوراء، واحتفل بيوم غدير خم، وكان في عهد معز الدولة هذا وابتداءً من سنة 352هـ، التشيع عن علم ودراسة وتعمق واختلف في موعد أو طريقه قتله، وكان معز الدولة شجاعًا فقد فَقَدَ يده اليسرى في القتال فسمي بالأقطع، وقد تصدق بأموال كثيرة قبل وفاته، في يوم 13 ربيع الأول سنة 356هـ.

## استيلائه على بغداد
يقول ابن كثير واصفًا السنة التي استولى فيه معز الدولة على بغداد سنة ثلاثمائة واربع وثلاثين: واستقر أمر معز الدولة ببغداد، وأعجبه المصارعون والملاكمون. وغيرهم من أرباب هذه الصناعات التي لا يُنتَفع بها إلا كل قليل العقل فاسد المروءة، وتعلموا السباحة ونحوها، وكانت تضرب الطبول بين يديه ويتصارع الرجال والكوسان تدَّق حول سور المكان الذي هو فيه، وكل ذلك رعونة وقلة عقل وسخافة منه.
ويتابع ابن كثير رحمه الله وصف حال بغداد آنذاك فيقول: 
ثم احتاج إلى صرف أموال في أرزاق الجند فَأَقْطَعَهُمُ الْبِلَادَ عِوَضًا عَنْ أَرْزَاقِهِمْ، فَأَدَّى ذَلِكَ إلى خراب البلاد وَتَرْكِ عِمَارَتِهَا إِلَّا الْأَرَاضِيَ الَّتِي بِأَيْدِي أَصْحَابِ الْجَاهَاتِ.
وَفِي هَذِهِ السَّنَةِ وَقَعَ غَلَاءٌ شَدِيدٌ ببغداد حتى أكلوا الميتة والسنانير والكلاب، وَكَانَ مِنَ النَّاسِ مَنْ يَسْرِقُ الْأَوْلَادَ فَيَشْوِيهِمْ ويأكلهم. وكثر الوباء فِي النَّاسِ حَتَّى كَانَ لَا يَدْفِنُ أَحَدٌ أَحَدًا، بَلْ يُتْرَكُونَ عَلَى الطُّرُقَاتِ فَيَأْكُلُ كَثِيرًا مِنْهُمُ الْكِلَابُ، وَبِيعَتِ الدُّورُ وَالْعَقَارُ بِالْخُبْزِ، وَانْتَجَعَ الناس إلى البصرة فكان منهم من مات في الطريق ومنهم من وصل إليها بعد مدة مُدَيْدَةٍ.